# HMS Partridge (G30)
«Партрідж» (G30) (англ. HMS Partridge (G30) — військовий корабель, ескадрений міноносець типу «P» Королівського військово-морського флоту Великої Британії за часів Другої світової війни.
«Партрідж» був закладений 3 червня 1940 на верфі компанії Fairfield Shipbuilding and Engineering Company, у Говані. 22 лютого 1942 увійшов до складу Королівських ВМС Великої Британії.

## Дизайн та конструкція
«Партрідж» належав до серії ескадрених міноносців типу «P», що були першим типом, так званого «проміжного класу» британських есмінців, концепція якого остаточно сформувалася в Адміралтействі у 1938 році. За задумом розробників есмінці цього типу мусили заповнити проміжок між великими флотськими есмінцями типу «Трайбл») та ескортними міноносцями типу «Хант».
Головна енергетична установка на есмінці була лінійного типу і складалася з двох трьохколекторних парових котлів Admiralty з пароперегрівом і дві парових турбіни Parsons. Дві турбіни (високого та низького тиску) і редуктор становили турбозубчатий агрегат. Котли розміщувалися в ізольованих відсіках, турбіни — у загальному машинному відділенні, при цьому були відокремлені від турбін водонепроникною перегородкою.
Корабель озброювався п'ятьма 101,6-мм універсальними одногарматними артилерійськими системами QF 4 inch Mk V головного калібру в баштових установках Mk III. Максимальна дальність стрільби при куті підвищення 44° — 15 020 м, досяжність по висоті при 80° — 9 450 м. Швидкострільність гармат 10-15 пострілів на хвилину, боєзапас — по 300 пострілів на ствол.
Для протидії повітряній загрозі мав на борту чотири установки 40-мм автоматичних зенітних гармат QF 2 Mark VIII компанії «Віккерс» і чотири 20-мм автоматичні зенітні гармати «Ерлікон».
Торпедно-мінне озброєння включало 533-мм чотиритрубний торпедний апарат, оснащений торпедами Mk.IX.

## Служба
22 лютого 1942 року корабель увійшов до складу Королівських ВМС Великої Британії й був включений до 12-ї флотилії есмінців. Протягом лютого-березня проходив попередні випробування, виконував оперативні завдання, базуючись на ВМБ Клайд. До 10 квітня на верфі бази проходив технічний огляд та доводився до необхідного стану.
11 квітня 1942 року включений до ескорту американського авіаносця «Уосп», що прямував до обложеної Мальти з винищувачами на борту для забезпечення гарнізону острову.
15 квітня ескортною групою лінійного крейсеру «Рінаун» разом з есмінцями «Інглефілд», «Ітіруель» та «Еко» вийшов з Клайду назустріч «Уосп», який супроводжували американські ескадрені міноносці «Ланг» та «Медісон» у складі оперативної групи «W». Основним завданням есмінця було забезпечення протиповітряної оборони авіаносної групи.
19 квітня до оперативної групи «W» приєдналися крейсери «Карібдіс», «Каїр» та есмінці «Весткотт», «Відетте», «Реслер» та «Антилопа». Наступного дня після вдалого виконання завдання операції «Календа», оперативна група повернулася до Гібралтару. Замисел британського командування з доставлення на Мальту 48 британських винищувачів, що злетіли з палуби американського авіаносця, й незабаром 47 приземлилося на аеродром Та-Калі (англ. Ta Qali) на Мальті. Пілот одного з літаків дезертував разом з винищувачем.
24 квітня есмінець «Партрідж» вийшов на Скапа-Флоу, де увійшов до складу Хоум Фліт.
У травні корабель у складі ескортної групи на чолі з крейсером «Карібдіс» залучався до супроводження авіаносців «Ігл» й «Аргус» в операціях «Бовері» та «LB». 18 травня проводив контратаку на італійський підводний човен «Моченіго», який торпедував крейсер «Карібдіс».
На початку червня з аналогічними завданнями корабель ескортував авіаносці в операціях «Стайл» та «Селіент».
11 червня 1942 року ескадрений міноносець «Партрідж» увійшов до оперативної групи британського з'єднання «H», що проводила операцію «Гарпун», що проводилася одночасно з операцією «Вігорос» й стала спробою британців провести конвой у складі 6 торгових суден із західної частини Середземномор'я на обложений острів Мальта.
Операція проводилася у надзвичайно складних умовах при активній протидії з боку італійсько-німецьких ВПС. Під час боїв британський конвой зазнав колосальних втрат.
15 червня, прикриваючи конвой WS-19Z, що прямував на Мальту, на ескорт раптово напали італійські бойові кораблі. Атакою легких крейсерів «Еудженіо ді Савойя» та «Раймондо Монтекукколі» і п'яти есмінців поблизу Пантеллерія, італійцям вдалося вивести зі строю британський есмінець «Бедуїн». «Партрідж» під вогнем переважаючих сил ворога узяв пошкоджений корабель на буксир, і продовжуючи вести вогневий бій, спробував вивести «Бедуїн» з сутички. Від ворожого вогню трос порвався й знерухомлений «Бедуїн» був потоплений італійськими торпедоносцями SM.79.
На зворотному шляху до Гібралтару есмінець «Партрідж» постраждав у наслідок авіаційного удару італійської авіації, отримав серйозне пошкодження стерновий механізм. 26 червня бойовий корабель був відправлений на ремонт до Тайн-енд-Вір на Британські острови.
28 серпня 1942 року він по завершенню ремонту повернувся до строю й разом з австралійським есмінцем «Кіберон» супроводжували легкий «Аврора» і допоміжний крейсери «Картаге» конвоєм WS 22 до африканського узбережжя до Фрітауна. По завершенні цієї операції 13 вересня корабель супроводжував з есмінцем «Кіберон» озброєне транспортне судно «Алькантара» в Атлантичному океані до Кейптауна. Згодом повернувся до Великої Британії.
У жовтні корабель переведений до 3-ї флотилії есмінців в Гібралтарі, що готувалася до висадки союзних військ у Північну Африку, куди він незабаром відбув разом з ескадреними міноносцями «Пантер», «Патфайндер», «Пенн» та «Порсюпайн». 3 листопада група прибула до Гібралтару, де у складі «Східного ударного угруповання», куди входили лінкори «Дюк оф Йорк», «Нельсон», «Родні» та авіаносці «Вікторіос» й «Формідабл», екіпаж есмінця готувався до проведення масштабної висадки морського десанту в районі поблизу Алжиру.
Під час проведення морської десантної операції ескадрений міноносець «Партрідж» здійснював прикриття ударного та амфібійного угруповань від атак надводних та повітряних сил противника.
З грудня 1942 року виконував завдання з патрулювання західної частини Середземного моря. 18 числа виконував завдання з пошуку підводних човнів ворога, діючи разом з есмінцями «Пенн», «Мілн» і «Метеор» в оперативній групі з'єднання «H».
О 08:06 на рейді Орана есмінець «Партрідж» був атакований торпедною атакою німецького підводного човна U-565 під командуванням капітан-лейтенанта В. Франкена. У наслідок ураження торпедою на кораблі постраждали силова установка та стерновий механізм, обидва відсіки почали швидко заповнюватися водою й незабаром, попри намагання команди врятувати есмінець, «Партрідж» затонув на відстані 50 миль від алжирського узбережжя в районі 35°50′ пн. ш. 1°35′ зх. д. / 35.833° пн. ш. 1.583° зх. д.. Загинуло 37 членів екіпажу, решту вцілілих (173 чоловіка) підібрав з води есмінець «Пенн».

## Командири корабля
| № | В/звання | Ім'я                      | Період                          |
| - | -------- | ------------------------- | ------------------------------- |
| 1 | Lt.Cdr.  | Вільям Алан Френк Хоукінс | 17 грудня 1941 — 18 грудня 1942 |